# 张立民
张立民（-），中国人民解放军将领、中国人民解放军中将。 
2005年，授予中国人民解放军中将，曾任第二炮兵副政治委员。 2008年，当选第十一届全国政协委员，代表特别邀请人士，分入第五十六组 .